# 囲塩
囲塩（かこいしお）は、日本に古来伝わる特別に精製された保存用の食塩。古積塩とも呼ばれる。
食塩を地下施設に貯蔵して水分が浸透しないように施設内を屋根ぶきして、ひと夏から1年間くらい保管すると、水分や苦汁（にがり）が抜けて目減りしない囲塩ができる。山間部や冬の豪雪地帯では、貴重な塩分となる。